# Toutens
Toutens település Franciaországban, Haute-Garonne megyében. Lakosainak száma 430 fő (2022. január 1.). Toutens Ségreville, Beauville, Caragoudes, Saint-Germier és Cessales községekkel határos.

## Népesség
A település népessége az elmúlt években az alábbi módon változott:
| Lakosok száma | 129  | 149  | 151  | 167  | 311  | 322  | 335  | 388  | 402  | 430  |
|               | 1968 | 1982 | 1990 | 2006 | 2013 | 2015 | 2017 | 2019 | 2020 | 2022 |